# 자유로운 대안
자유로운 대안 (自有-- 代案, 프랑스어: Alternative Libérale)은 2006년 3월 1일에 창당한 프랑스의 정당이다. 이 정당은 사회주의와 보수주의 둘 모두를 배격하며, 고전적 자유주의를 이념으로 삼고 있다.이에 따라 상징색도 좌익의 상징인 빨강과 우익의 상징인 파랑의 중간인 보라색을 택하고 있다.
자유로운 대안은 의회를 총리로부터 독립시켜 강력한 권한을 부여할 것을 주장하며, 내각책임제보다 대통령중심제를 지지하고 있다. 유럽 연합 내에서 프랑스의 정치적 역할보다는 경제적 역할을 강조하는 한편, 유럽 헌법이 시민적 자유와 자유주의에 기초를 둬야 한다고 주장한다. 일반적으로, 이 당이 추구하는 바는 자유지상주의에 가까운 것으로 평가된다.
고전적 자유주의 성향의 반노조 시민단체인 리베르테 셰리에 출신들이 자유로운 대안의 창립에 주도적으로 참여하였는데, 리베르테 셰리에의 창립자인 에두아르 필리아와 사빈 에롤, 오를리엥 베롱 등이 이 단체 출신이다.